# 東京が戦場になった日
『東京が戦場になった日』（とうきょうがせんじょうになったひ）は、NHK『NHKスペシャル』で2014年3月15日 21:00 - 22:30 に放送されたテレビドラマ。
NHK名古屋放送局の制作の終戦ドラマは、『鬼太郎が見た玉砕 〜水木しげるの戦争〜』（2007年）から作られており本作で6作目。通常、8月15日の終戦の日近辺に放送されていたが、東京大空襲のあった3月10日近辺の放送となった。また8月15日と10月25日に10分拡大版で再放送された。
本作品は、第54回モンテカルロ・テレビ祭に出品され、「モナコ赤十字賞」を受賞した。
また、ニューヨークフェスティバルにおいて金賞を受賞した。過去NHKは、ニューヨークフェスティバルにおいてドキュメンタリーでの受賞はあったが、ドラマでの受賞は初となった。

## あらすじ
東京大空襲において銃後の戦闘の最前線となった消防に焦点を当てたドラマである。冒頭とエンディングは、現代の集合住宅の火事で、取り残された母子を助け出そうとして飛び込む現代の主人公を描いている。実の娘にも消防であったことを話したことがなかった主人公が、なぜ消防だったことを隠していたのか、戦時中のポンプ車で行動を共にした語り手の視点から東京大空襲の日の無念の思いを語っていく。

## 出演者
高木 徳男
演 - 泉澤祐希（老年期：加藤武）
年少消防。飛行兵を目指していたが、母に懇願され消防に進む。当初は消防で国が守れるか疑問を持っていたが、兄の死などを通して次第に命を懸け消防にのぞむようになる。この戦争において家族全員を亡くす。
現代パートでは、たまたま通りかかった集合住宅の火災で、ベランダに逃げ遅れた母子の助けを呼ぶ姿を見て消防魂が呼び起され階段を駆け上がって救出に向かう。
神部 正明
演 - 市川知宏（老年期：米倉斉加年）
西北大学理工学部学生で、勤労動員で消防応援として参加。東京大空襲の日に、徒手空拳で火災に立ち向かって死を選ぼうとする高木を殴って無駄死にを諌めた。
現代パートでは、夕方のニュースで火事の死亡者として徳男の顔と名前を見付け、告別式に急遽駆けつける。
高木 栄子
演 - 工藤夕貴
徳男の母。二人の兄を出陣させ、三男の徳男には志願兵にならないで欲しいと泣いて頼み、徳男は消防へと進むことにした。東京大空襲で不明者となった。
高木 宗雄
演 - 大橋吾郎
徳男の父。植木屋で、空襲に当って妻に命より大事なものはないから何も持たずに逃げろと指示するが、自分は命より大事だと言う剪定鋏を持って離さなかった。焼け跡で徳男は剪定鋏を見付け、暗に宗雄が亡くなったことが示される。
沢田 若葉
演 - 朝倉あき
勤労動員の女学生だが、耳が聞こえないため、手話で意思疎通している。秋野の従兄弟でもある兄は特攻隊に志願。機銃掃射の戦闘機の降下音を聞き取れずに逃げ損ねて亡くなってしまう。徳男のほのかな憧れの人だった。
瀬川 誠
演 - 長村航希
年少消防で、徳男の同期で同じ分隊配属。
白石 平介
演 - 葉山奨之
年少消防で、徳男の同期だが別の分隊に配属された。喘息持ちでパイロット志望だったが消防しか受け入れ先がなかった。過労で冬の戸外で眠ってしまい凍死してしまう。
秋野 武士
演 - 千代将太
西北大学理工学部学生で、勤労動員で消防応援として参加。神部と異なり、本気で消防活動をしたら命がいくつあっても足りないと考え、いざとなったら逃げると言っていた。しかし、東京大空襲の日に、親とはぐれて泣いている女の子を助けようとして倒壊してきた家屋の下敷きになって死亡。神部は学帽が落ちているのを見て気付き、「逃げるんじゃなかったのか？」と号泣する。
五十嵐教授
演 - 中原丈雄
西北大学理工学部教授。
秋野から「理工学部生の徴兵猶予が停止される日が来るか？」と質問され、「覚悟はしておいた方がいいでしょう」と答える。どのような覚悟かと重ねて質問されると、既に学生を戦場に送った文系教授の言葉の引用として「覚悟において死すべく、結果において生きて帰れ」と答えた。
神部 正孝
演 - 鶴見辰吾
正明の父。
神部 佳織
演 - 中西美帆
現代パートに登場する神部正明の孫娘。消防に勤務しており、冒頭の火災シーンで集合住宅の火事の消火活動に到着する。その時に高木徳男が階段を上って現場へと上がっていくのを見る。
その後、夜のニュースで徳男が死亡したことを知るが、その時に祖父の正明が徳男の顔を見て戦時中の出来事を思い出し、二人で告別式に参列する。
エンディングシーンでは、煙に巻かれた徳男を救急車で搬送するのを介助する。その時に徳男は、煙に巻かれていた母子が梯子車で救出されたのを確認できた。
佐野 由紀子
演 - 麻生祐未
現代パートに登場する徳男の娘。告別式に来てくれた神部正明に、徳男との関係を尋ね、東京大空襲の日の消防の無力感を教えてもらう。その代わりに、徳男が大事にしていた正明との写真を見せる。
火災で逃げ遅れた母親
演 - 小橋めぐみ
冒頭とエンディングの現代の集合住宅火災で、5階の自室で火に巻かれベランダへ逃げる。助けを呼び、子供だけでもと叫ぶ姿に、通りかかった徳男は東京大空襲の日を思い出して救出のため階段を駆け上がりだした。
竹内
演 - 米村亮太朗
徳男たちが配属される竹内分隊の分隊長。
島田
演 - JIN
竹内分隊機関員。
早坂 里子
演 - 押元奈緒子
女子挺身隊隊長。
中西 明子
演 - 松本花奈
若葉の友人。若葉と同じく聴覚障害の持ち主。
高木 朝子
演 - 松浦愛弓
徳男の妹。宮城に疎開している。
その他の出演者
- 渡辺哲
- 佐々木勝彦
- 渡辺憲吉

## スタッフ
- 作 - 中園健司
- 原案 - 中澤昭
- 音楽 - 佐橋俊彦
- 撮影協力 - 東京消防庁、神戸市消防局
- 制作統括 - 篠原圭
- 演出 - 伊勢田雅也

## 受賞
- 第54回モンテカルロ・テレビ祭・モナコ赤十字賞
- ニューヨークフェスティバル2015 スペシャルテレビ部門・金賞
- 第34回日本照明家協会賞テレビ部門・優秀賞[6]